# Jack Lindsay
Jack Lindsay est un footballeur écossais né le 8 août 1924 à Auchinleck et mort en 1991. Il évoluait au poste de défenseur.

## Carrière
- 1946-1951 : Glasgow Rangers  Écosse
- 1951-1954 : Everton  Angleterre
- 1954-1956 : Worcester City  Angleterre
- 1956-1957 : Bury FC  Angleterre